# 强茎淫羊箱
强茎淫羊箱（学名：Epimedium rhizomatosum）为小檗科淫羊藿属下的一个种。

## 扩展阅读
- 維基物種上的相關：强茎淫羊箱